# The Light (Sophie and the Giants)
The Light è un singolo della cantante britannica Sophie and the Giants, pubblicato il 15 marzo 2019.

## Video musicale
Il video musicale, diretto dalla cantante Sophie Scott, è stato pubblicato il 6 aprile 2019.

## Tracce
1. The Light – 3:04